# Titularbistum Arca in Phoenicia
Arca in Phoenicia (ital.: Arca di Fenicia) ein Titularbistum der römisch-katholischen Kirche.
Es geht zurück auf einen untergegangenen Bischofssitz in der gleichnamigen antiken Stadt, die in der römischen Provinz Syria Phoenice bzw. in der Spätantike Phoenice im heutigen Libanon lag. Der Bischofssitz war der Kirchenprovinz Tyrus zugeordnet.
| Titularbischöfe von Arca in Phoenicia |                                      |                                                                                       |                    |                  |
| Nr.                                   | Name                                 | Amt                                                                                   | von                | bis              |
| 1                                     | Pedro del Cañizo Losa y Valera       | Weihbischof in Cuenca (Spanien)                                                       | 21. September 1726 | -                |
| 2                                     | Józef Krystofowicz                   | -                                                                                     | 28. März 1809      | 26. Februar 1816 |
| 3                                     | Francisco de Sales Crespo y Bautista | Weihbischof in Toledo (Spanien)                                                       | 23. Dezember 1861  | 5. Juli 1875     |
| 4                                     | Pierre-Marie Le Berre                | Apostolischer Vikar der zwei Guineas (Gabun)                                          | 28. März 1904      | 27. Juli 1931    |
| 5                                     | Claude-Marie Dubuis                  | Emeritierter Bischof von Galveston (USA)                                              | 28. März 1904      | 27. Juli 1931    |
| 6                                     | Alfredo Peri-Morosini                | Apostolischer Administrator von Lugano (Schweiz)                                      | 28. März 1904      | 27. Juli 1931    |
| 7                                     | Abdallah Nujaim                      | Weihbischof in Maronitischen Eparchie von Baalbek (Libanon)                           | 25. Juli 1950      | 4. April 1954    |
| 8                                     | Jean-Édoard-Lucien Rupp              | Weihbischof im Ordinariat für die byzantinischen Gläubigen in Frankreich (Frankreich) | 28. Oktober 1954   | 9. Juni 1962     |
| 9                                     | Hugo Aufderbeck                      | Weihbischof in Fulda Apostolischer Administrator von Erfurt-Meiningen (Deutschland)   | 19. Juni 1962      | 17. Januar 1981  |